# Miniaturka orderowa

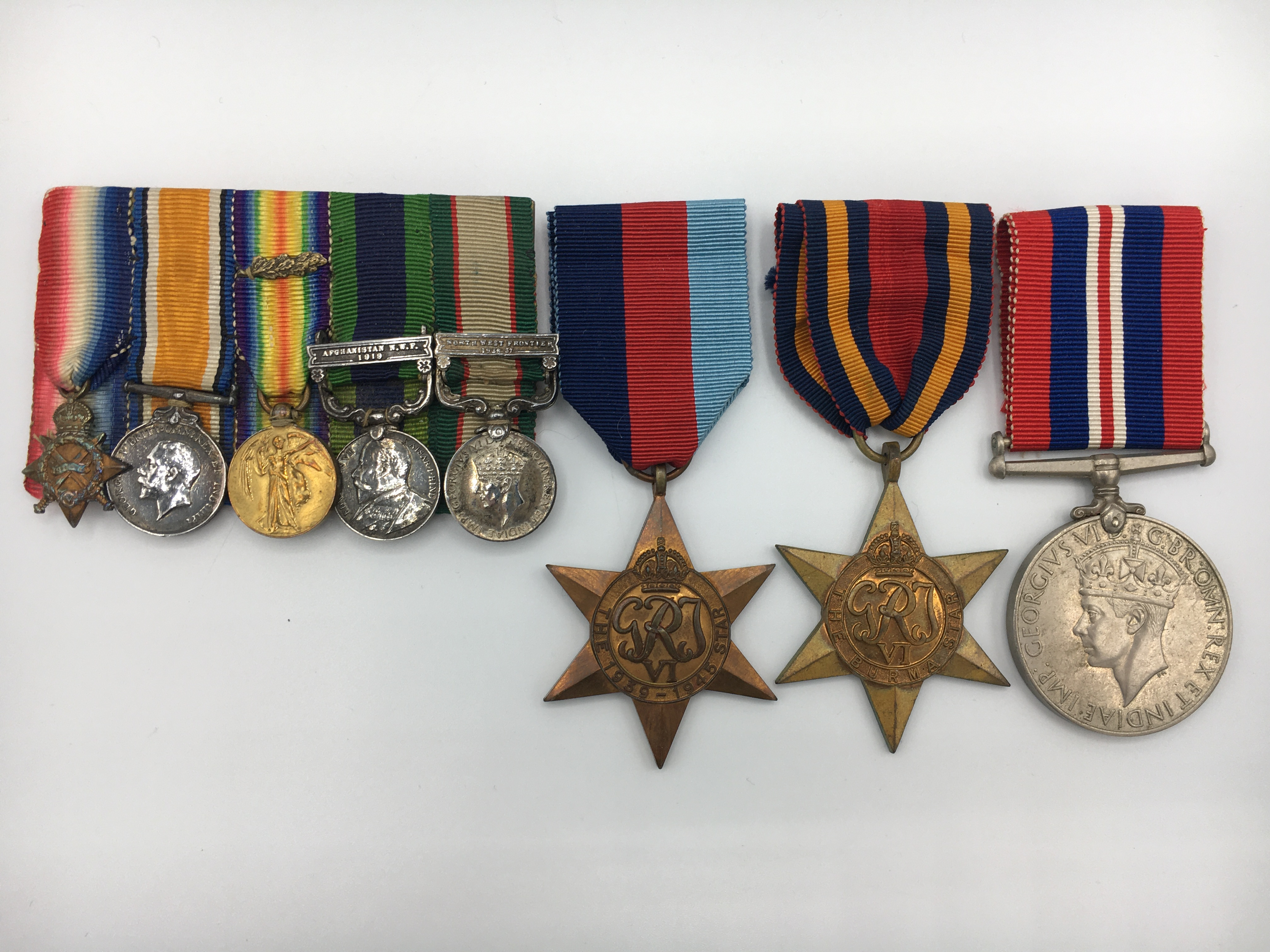
Miniatury odznaczeń (po lewej) obok odznaczeń pełnowymiarowych (po prawej)

Miniaturka orderowa – zredukowana forma orderu lub innego odznaczenia, noszona na lewej piersi, na ogół na strojach wieczorowych, samotnie lub w rzędzie, wedle obowiązujących precedencji. Wielkość miniaturek najczęściej odpowiada mniej więcej trzeciej części rozmiarów orderów na wstążkach (czyli niższych klas, noszonych na piersi). Wyższe klasy są wyróżniane nakładaniem stosownych galoników i rozetek na wstążeczkę miniatury. Miniatur nie nosi się razem z pełnowymiarowymi orderami, dopuszczone jest ich noszenie z gwiazdami orderowymi.

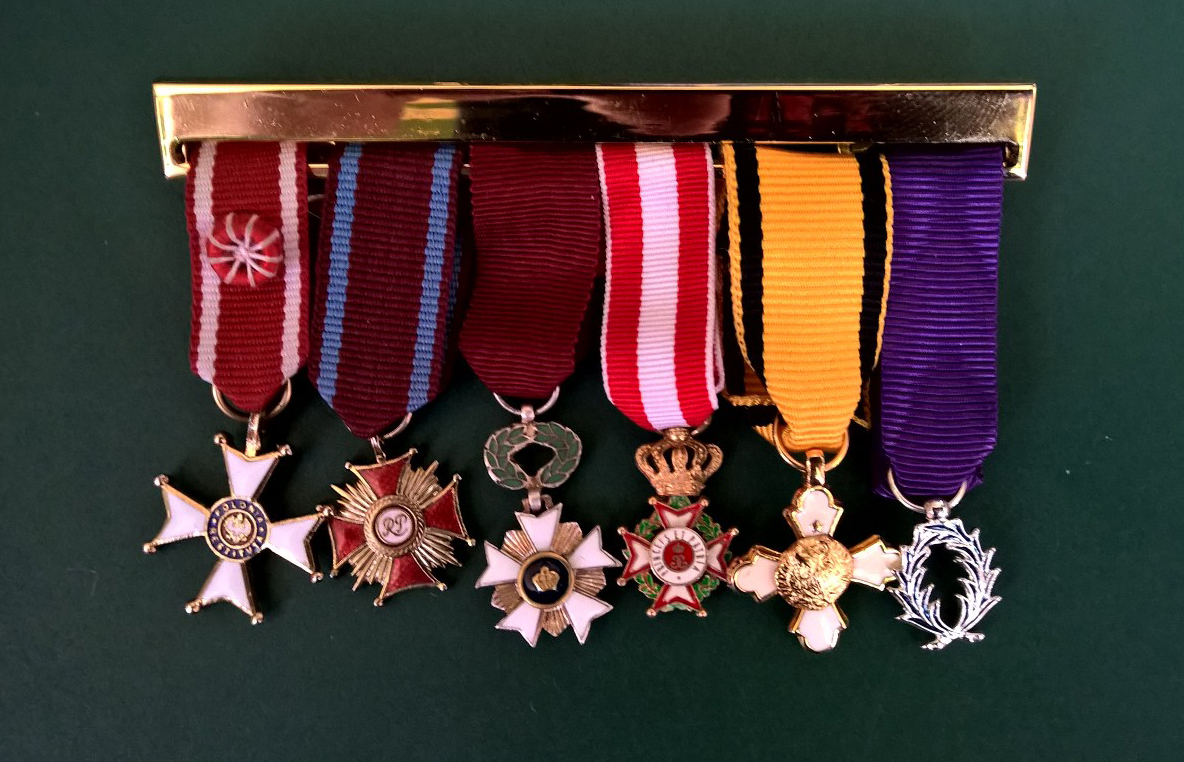
Miniaturki orderowe: polskie: Order Odrodzenia Polski i Złoty Krzyż Zasługi, belgijski Order Korony, monakijski Order Świętego Karola, grecki Order Feniksa, francuski Order Palm Akademickich
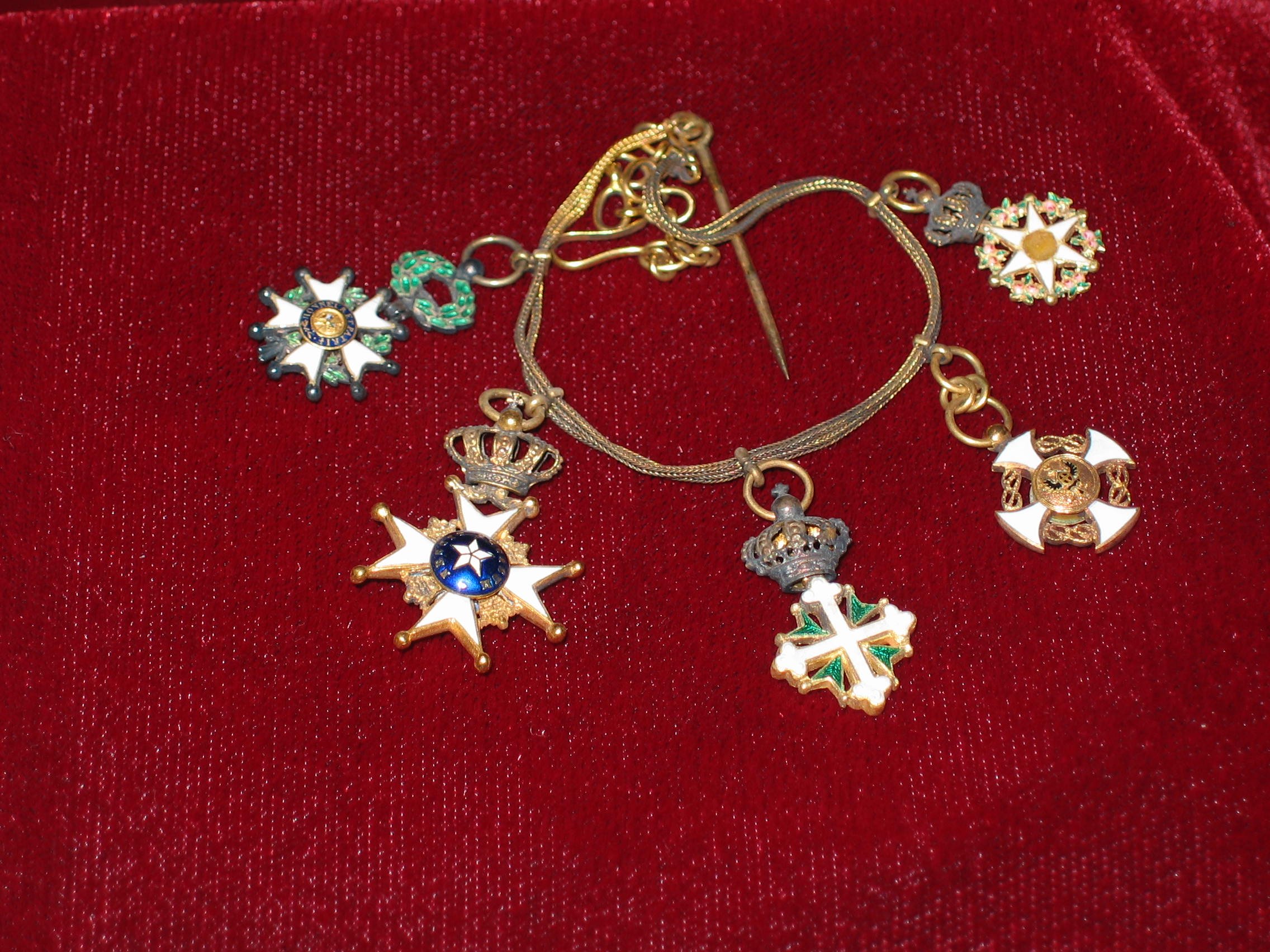
Miniaturki orderowe na łańcuszku
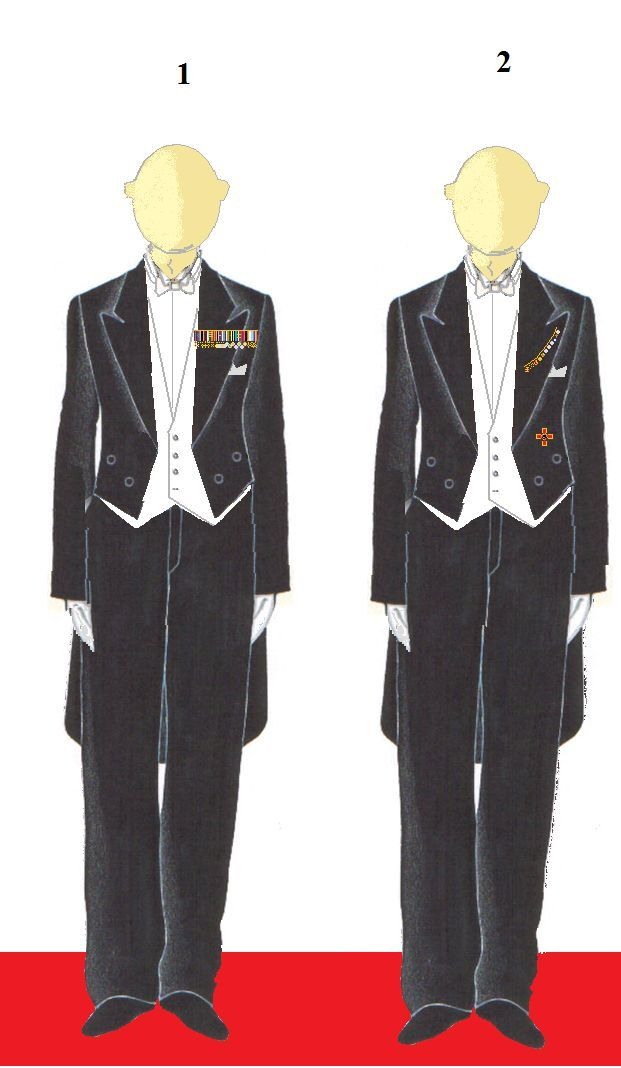
Dwa sposoby mocowania rzędu miniatur do stroju wieczorowego: 1) odznaki powieszone na wstążkach mocowany do metalowej listewki, 2) same odznaki wieszane na łańcuszku